# داینامیشن
در تروکاژ داینامیشن  با استفاده از روش نمایش از پشت، صحنه‌های عروسکی، با طبیعت و تصاویر واقعی از موجودات زنده پیوند زده می‌شوند و دنیای خیالی با دنیای واقعی در هم می آمیزند. ابتدا هنرپیشه‌ها به کمک تخیل و دکوپاژ دقیقی که کارگردان بر مبنای سناریو در دست دارد، با موجودات خیالی که وجود خارجی ندارند، حرف می‌زنند یا به ایفای نقش می‌پردازند.